# Meckhe
Meckhe (ou Mekkhe), dite Ngaaÿ, est une ville du nord-ouest du Sénégal, située entre Thiès et Saint-Louis.

## Administration

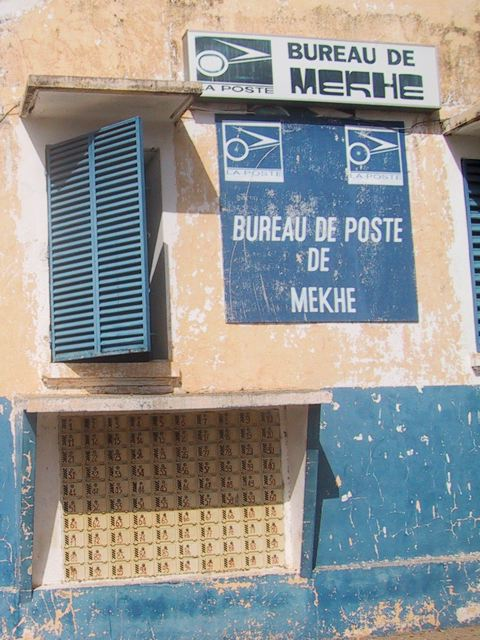
La Poste écrit "MEKHE"

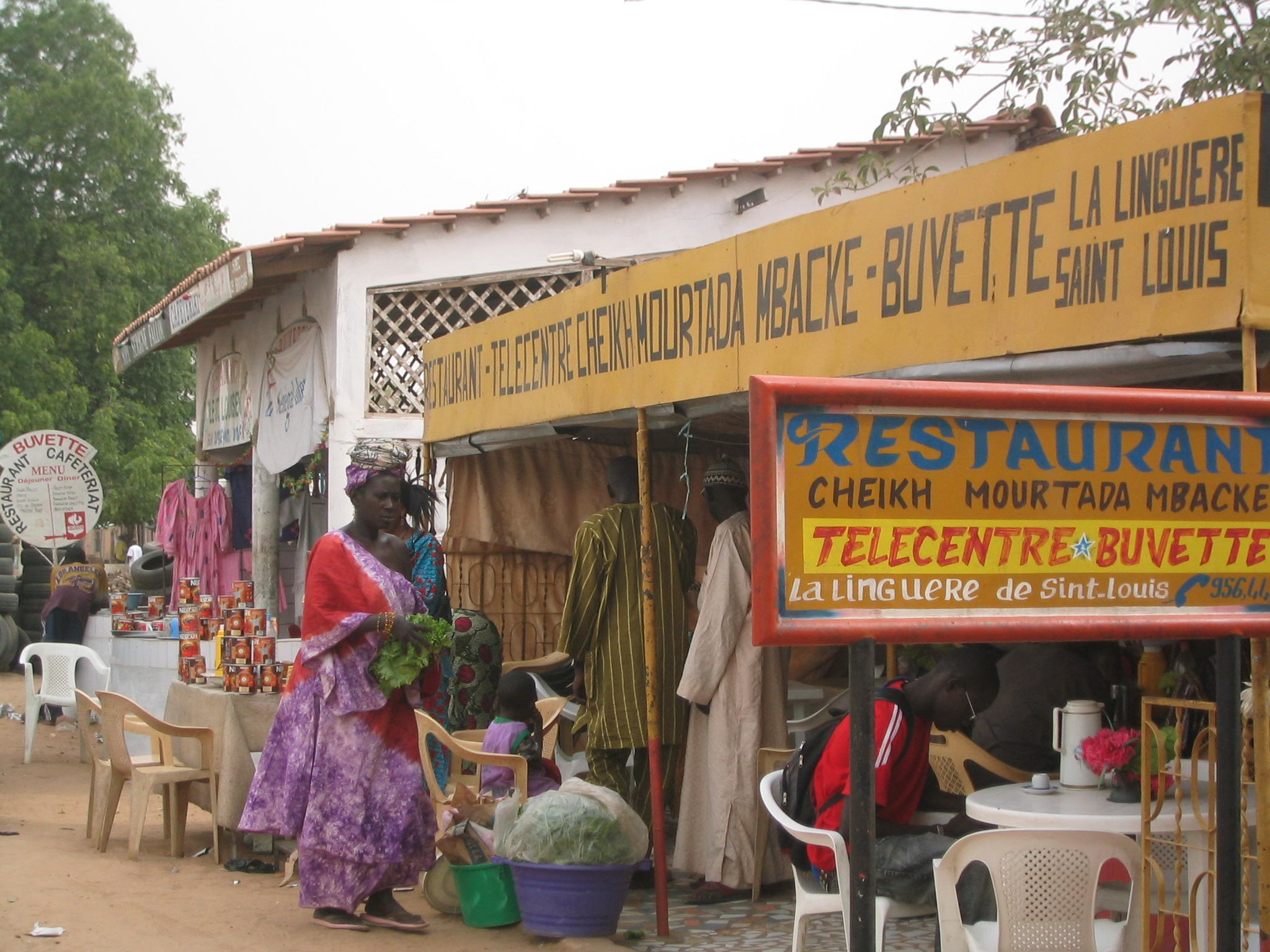
Buvettes

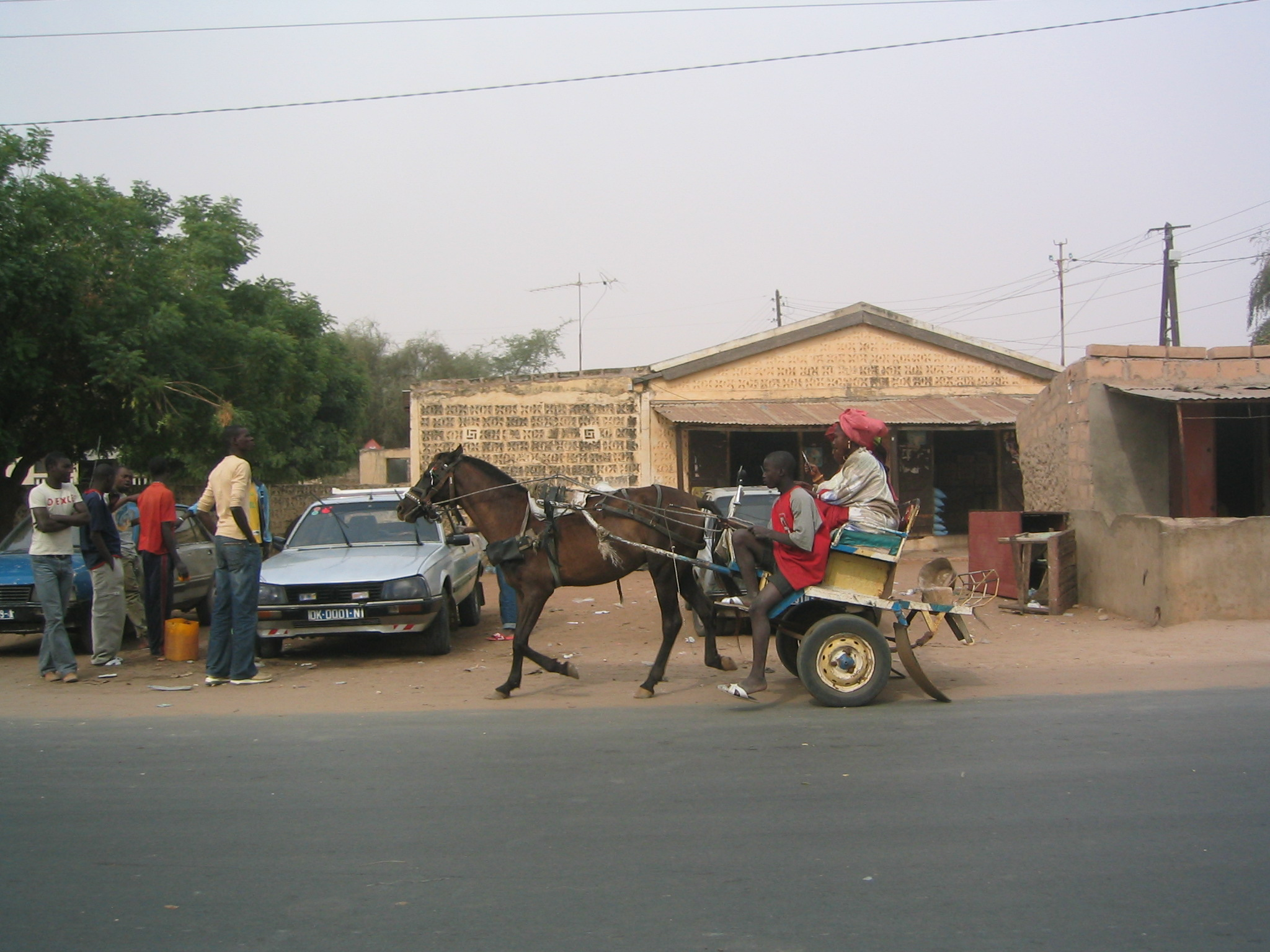
Sur la route entre Thiès et Saint-Louis-du-Sénégal

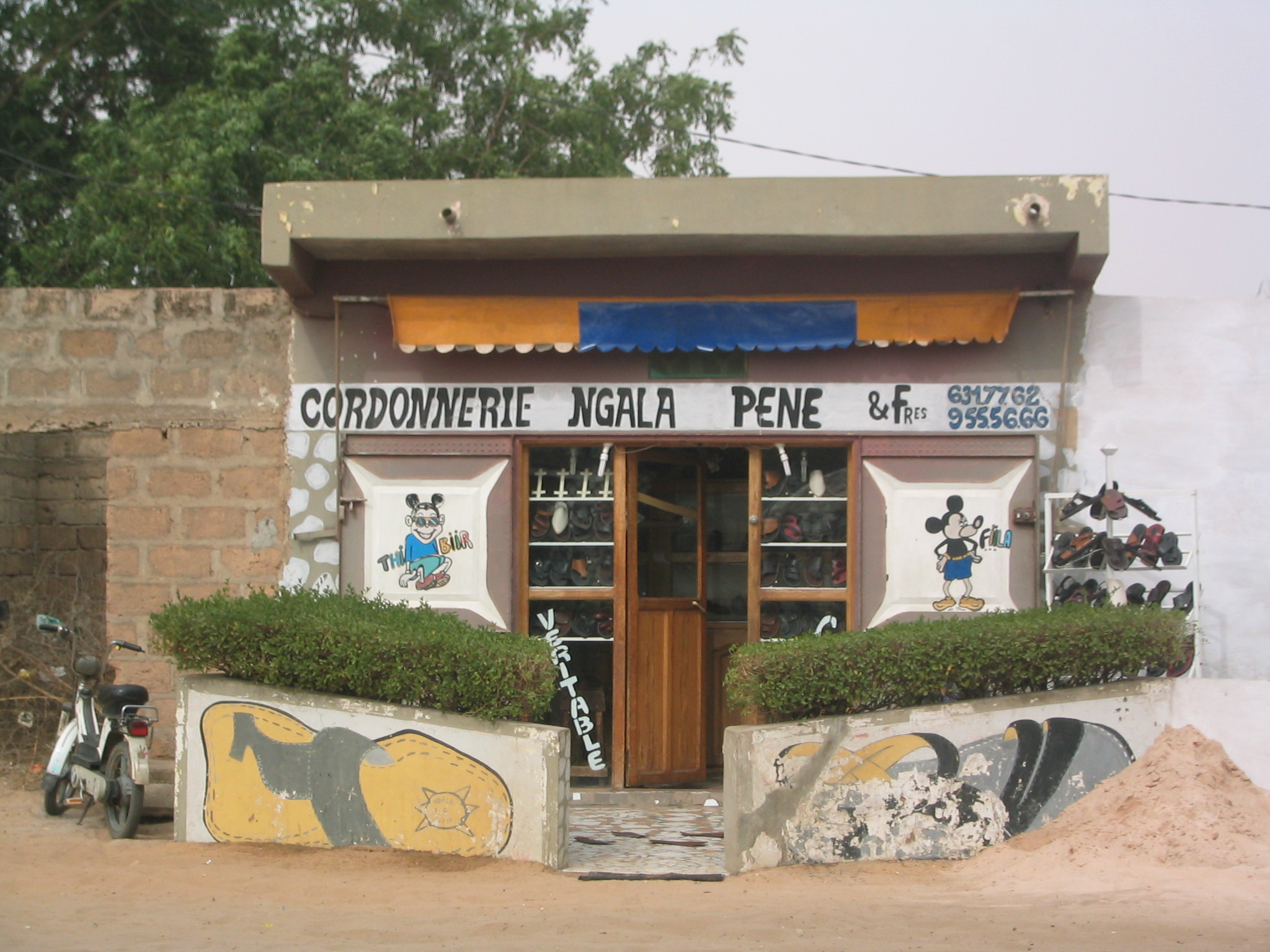
Petite cordonnerie

C'est une commune de plein exercice du département de Tivaouane dans la région de Thiès.

## Géographie
Meckhe est situé au milieu de l'axe routier Dakar-Saint Louis et à 20 km de l'océan atlantique. La ville a une double ouverture sur l'arrière pays par une route qui mène à Touba par Thilmakha et une autre qui mène à Bambey et Fatick par Baba Garage. La commune est la capitale économique du Cayor. 

## Jumelage
| Ville | Ville                | Pays | Pays   |
| ----- | -------------------- | ---- | ------ |
|       | Saint-Dié-des-Vosges |      | France |

## Personnalités nées à Ngaye Meckhe
- Abdoul Aziz Ndaw, ancien président de l'Assemblée nationale du Sénégal
- Oumar Sock, premier professeur en chimie à l'École polytechnique de Dakar, recteur à l'Université de Ziguinchor depuis juillet 2009.

- Dr Magatte Wade, Maire élu de la commune de Meckhé ou Ngaye Meckhé en juillet 2014 pour un mandat de cinq ans. Avant d'entrer en politique, le Dr Wade a occupé les postes de Secrétaire général des institutions africaines de financement du développement (AIAFD),   - de  Chef de la communication et des relations extérieures - Porte-parole du groupe de la Banque africaine de développement (BAD) à Abidjan et à Tunis. Il a géré la communication de la BAD lors de la relocation de ses opérations à Tunis en pleine crise ivoirienne (Business Continuité Plan), e consultant international en communication et relations publiques, d'assistant technique dans l'enseignement. Réélu en 2022 en gagnant dans tous les bureaux de vote de sa circonscription, le Dr Wade a ainsi élargi sa notoriété et consolidé son assise politique. En 2024, à la faveur des élections législatives anticipées du 17 novembre à la suite de la dissolution de l'Assemblée nationale par le Président Bassirou Diomaye Diakhar Faye, il dirige la liste Jëf jël takku ligeey Sénégal en compagnie de Talla Sylla. C'était la première fois dans l'histoire du Cayor, qu'un natif du terroir est tête de liste à des élections législatives. Sous son magistère, la commune de Ngaye Meckhé a connu des changements importants consacrant ainsi une vieille commune rurale en une cité moderne où il fait bon vivre grâce à la construction d'infrastructures modernes touchant a tous les secteurs : éducation, santé, communication, routes, électricité, environnement et cadre vie, sport, développement des femmes, artisanat, etc. Le Maire Magatte Wade est auteur de deux ouvrages: " La banque africaine de développement, réformer la gouvernance face au piège de la pauvreté" et "Lat Dior, Damel du Cayor : vie de combats d'un héros sénégalais".